# Catedral de Nuestra Señora de la Asunción y San Nicolás (Galway)
La catedral de Nuestra Señora de la Asunción y San Nicolás o simplemente catedral de Ballaghaderreen (en irlandés: Ard-Eaglais Mhaighdean na Deastógála agus Naomh Nioclás; en inglés: Cathedral of Our Lady Assumed into Heaven and St Nicholas) Es un templo católico en Galway, Irlanda, y uno de los edificios más grandes y más impresionantes de la ciudad.[cita requerida] Pertenece a la diócesis de Galway y Kilmacduagh.
La construcción comenzó en 1958 en el sitio donde antes estaba la antigua prisión de la ciudad, en 1965, se dedicó, en forma conjunta, a la Virgen asunta a los cielos y a San Nicolás.
El arquitecto de la catedral fue John J. Robinson que había diseñado previamente muchas iglesias en Dublín y en todo el país. La arquitectura de la catedral se basa en muchas influencias. La cúpula y columnas reflejan un estilo renacentista. Otras características, como los rosetones y mosaicos, se hacen eco de la amplia tradición del arte cristiano. La cúpula de la catedral, a una altura de 44,2 metros (145 pies), es una señal prominente en el horizonte de la ciudad.

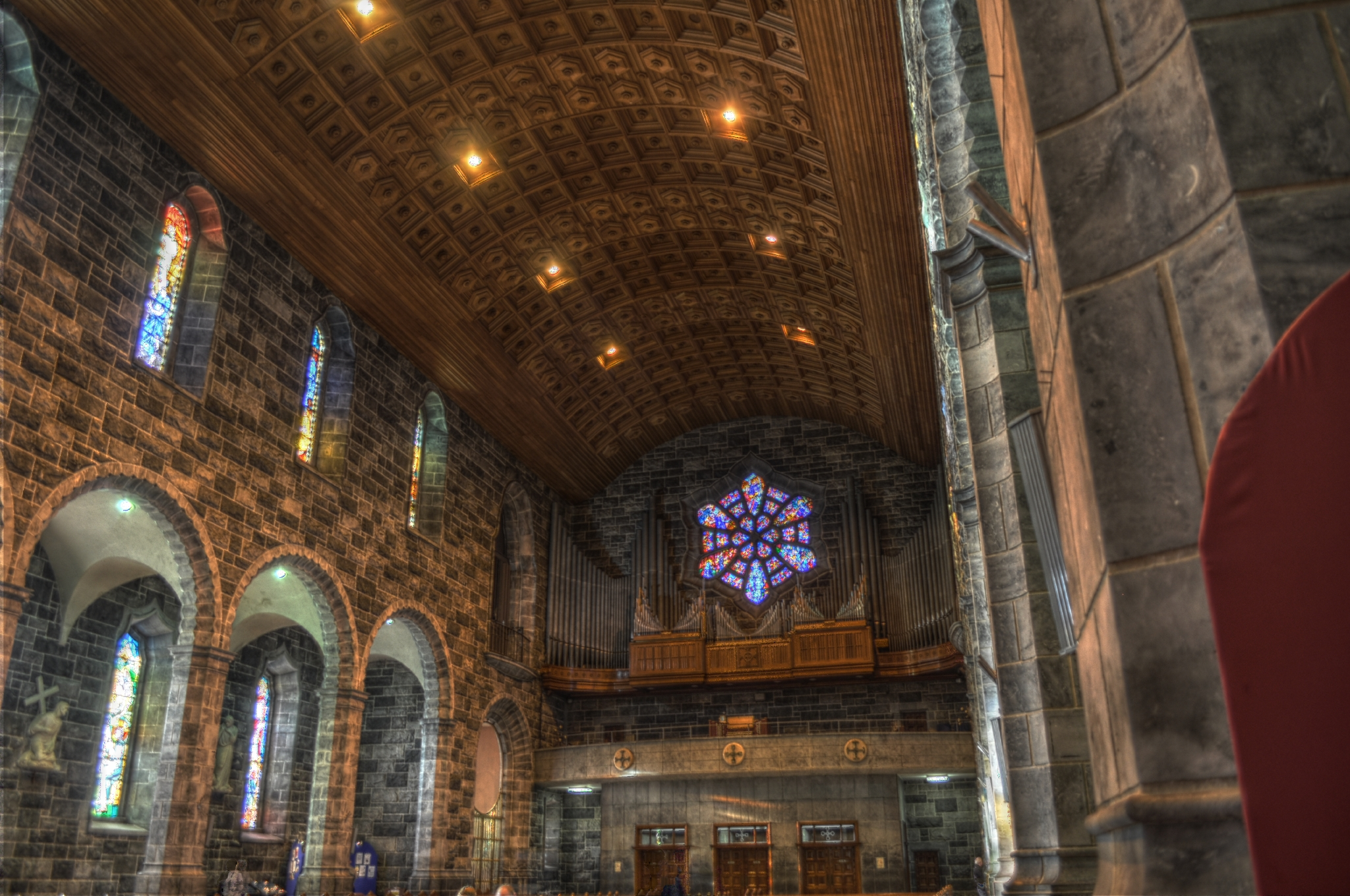
vista interna